# Mélampous
Dans la mythologie grecque, Mélampous (en grec ancien Μέλαμπους, « aux pieds noirs », de μέλας / mélas, « noir », et πούς / poús, « pied ») est un devin. Hésiode lui aurait dédié un poème, la Mélampodie, poème perdu.

## Mythe
Fils d'Amythaon et d'Idomène, Mélampous est un devin et guérisseur réputé. Il a reçu d'Apollon le don de prophétie, et fut initié à la langue des oiseaux : « Dans son enfance, Mélampous avait acquis le don de divination de la façon suivante : ayant trouvé un serpent mort, il lui fit des funérailles sur un bûcher. Les enfants de l'animal (qui se trouvait être une femelle), reconnaissants, et aussi parce qu'il les avait élevés, purifièrent ses oreilles avec leur langue, si bien qu'il entendit après cela le langage des oiseaux et, en général, celui de tous les animaux ». Alors qu'il se trouve en Argolide, il est appelé par le roi de Tirynthe Proétos, dont les trois filles Lysippé, Iphino et Iphianassa sont frappées de folie après avoir refusé de vénérer Dionysos. 
Bias fait également partie de la légende de Mélampous : amoureux de Péro, sœur de Nestor, il fait sa demande, qui ne sera acceptée que s'il parvient à lui ramener des troupeaux qu'il affectionnait, à Phylacé. À la demande de son frère, Mélampous exécute le vol pour lui, s'y prenant par deux fois : captif pendant un an à l'issue de la première tentative, il réussit lors de la deuxième tentative à la fois le rapt et son évasion. Théoclymène, devin de l’Odyssée, est pris par Platon en exemple pour expliquer que l'examen et le jugement appartiennent au devin.

## Botanique
Mélampous réclame un tiers du royaume pour prix de la guérison, ce que Proétos refuse, et la folie des trois princesses se répand. Bientôt, toutes les femmes du royaume sont atteintes : elles quittent leurs maisons et tuent leurs enfants ou même des voyageurs en poussant des cris. Selon Théophraste au Livre IX des Recherches sur les plantes, Mélampous fut le premier à couper l'hellébore noir ; il apaisa la folie dionysiaque des femmes par une cure à base de mélampodion, sorte d'ellébore dont il avait remarqué l'effet purgatif sur les chèvres. Dans Les Caractères de Théophraste, on retrouve la popularité de l'effet purgatif de l'hellébore dans le portrait du Raseur,,. Il fait boire le lait des chèvres aux filles et femmes malades, qui guérissent, et Mélampous reçoit alors les deux tiers du royaume, exigés en seconde instance. Mélampous épouse Lysippé. Homère raconte sa légende.